# 李暠
李 暠（り こう）は、五胡十六国時代の西涼の創始者。字は玄盛、小字は長生。諡号は武昭王。本貫は隴西郡狄道県（現在の甘粛省定西市臨洮県）。

## 生涯
隴西李氏の系譜に連なる李昶の子として生まれた。隴西李氏は、秦の名将李信らの末裔として、河西地方の漢族社会でかなりの名族として認められており、李暠は李信の曾孫の前漢の名将李広の子の李敢の15世孫に当たったとされる。祖父の李弇は前涼の武衛将軍・天水郡太守を務めて安世亭侯に封じられ、李暠の代まで世襲された。父の李昶は李暠が生まれる前に死去したために、孤児となった彼は若くして学問を好み、経史に通ずる一方、武芸にも堪能で、孫呉の兵法に習熟した。沈着で大らかな性格であったため、漢人豪族らの信望を集めた。
龍飛2年（397年）、後涼の建康郡太守段業が後涼から自立して涼王を称し、後に北涼と呼称される独立政権を樹立した。翌神璽2年（398年）4月、敦煌を支配した段業は敦煌郡太守の孟敏を沙州刺史に任命、同時に漢人豪族の支持の厚い李暠をその配下の效穀県令に任じた。間もなく孟敏が病死したために、漢人豪族らの推挙を受けて李暠が敦煌郡太守となった。
天璽2年（400年）11月、北涼の晋昌郡太守唐瑶が北涼から離反、李暠を大将軍・涼公・秦涼二州牧・護羌校尉に推戴したことがきっかけとなり、西涼が成立した。
即位後は北涼の沮渠蒙遜の侵攻を撥ねつける一方、農耕・養蚕や西域との貿易を奨励して安定した国家を築いた。また漢族社会の伝統に従い、学校を作って儒教を振興し、常に漢文化の保持に努めた。
建初13年（417年）2月に病死、享年67。次男の李歆が後を継いだ。
なお、唐の高祖李淵は武昭王の八世孫を称していたため、唐代に成立した『晋書』ではその諱を避けて字で李玄盛と記される。だが、宮崎市定の説によると唐室の李氏は異民族系の大野部（だいやぶ）が漢化した氏族であり、武昭王との血縁関係は全くないと考えられている。ある説では、武昭王の子孫が北魏に滅ぼされると、何故か特別な計らいで西涼李氏は北魏の庇護を受けて、以降も続いたという。『新唐書』によると、唐代の詩人の李白は李暠の9代目の直系とされている。

## 宗室

### 子
- 李譚（太子）
- 李歆（後主）
- 李譲
- 李愔
- 李恂（末主）
- 李翻
- 李豫
- 李宏
- 李眺
- 李亮

### 子孫
- 李翺（同じく唐代の文人、韓愈の高弟）

## 『十六国春秋』の記述
『十六国春秋』（巻八 西涼記録）
李暠，字玄盛，隴西狄道人也。漢前將軍廣十六世孫，廣子侍中敢之後。李氏世為西州著姓，祖父弇，前涼武衛將軍，天水郡太守、安世亭侯。父昶，字中堅，幼有令名，世子侍講，年二十卒。暠，昶之遺腹子，少而好學，沈敏有器度。後涼龍飛二年，建康郡太守段業自稱涼州牧，號神璽元年，拜暠效穀令。二年，敦煌索仙等以暠温毅有恵政，推暠為敦煌郡太守。段業復暠鎮西將軍，領護西夷校尉。
庚子元年十一月，晋昌郡太守唐瑶移檄六郡，推暠為大將軍、涼公，領秦涼二州牧，大赦改年，追尊祖弇涼景公，父昶涼簡公，以瑶為征東將軍。二年正月，於南間起靜恭堂，以議朝政。圖讚自古聖帝、明王、忠臣、孝子、烈士、貞女，親為序頌，以作鑒戒。
五年正月，立泮宮，增高間學生四百人。四月，敦煌有葛縁木而生，作黄鳥之形。世子譚卒。九月，立第二子歆為世子。正月，大赦改年為建初元年。三月，宴於曲水，命群寮賦詩，暠親為之叙文，寫諸葛亮《訓歴》以戒諸子。
十三年正月，寝疾，願命長史宋繇曰：“吾終之後，嗣子猶卿子也，善相輔導。”二月，薨於恭徳殿，年六十。葬建世陵，諡昭武王，廟號太祖。初，暠為群雄所推，定千里之地，謂張氏之業不足成，河西十郡，歳月而一。既而傉檀入姑臧，蒙遜基宇稍廣，於是慨然著《述志賦》。初，河右不生楸槐。張之世，取秦隴植之，皆死，至是而酒泉言西北有槐生焉，乃作《槐樹賦》，又作《婦辛氏訸》自餘賦數十篇。